# Estell Manor
Estell Manor est une ville de l'État américain du New Jersey, située dans le comté d'Atlantic.
Lors du recensement de 2010, sa population est de 1 735 habitants. La municipalité s'étend sur 55,10 milles carrés (142,71 km2), dont 1,78 milles carrés (4,61 km2) d'étendues d'eau.
Estell Manor devient une municipalité indépendante de Weymouth Township le 14 mars 1925. Elle doit son nom à la propriété de la famille Estell.